# Lidice (film)
Pour plus de détails, voir Fiche technique et Distribution.
Lidice est un film historique et dramatique tchèque de 2011 réalisé par Petr Nikolaev à partir d'un scénario de Zdeněk Mahler.
Le sujet du film, relatant des faits historiques réels, est le massacre de la population du village tchèque de Lidice commis par l'armée allemande en juin 1942.

## Synopsis
František Sima, un villageois de Lidice, est envoyé en prison après qu'une dispute familiale, survenue lors d'un mariage, se termine par la mort accidentelle d'un de ses fils.
Pendant la durée de son incarcération, un autre habitant du village, Václav Fiala, dans une lettre adressée à sa maîtresse, décrit de manière mensongère sa bravoure en tant que membre de la Résistance face à l'occupant allemand.
En juin 1942, le Reichsprotektor Reinhard Heydrich meurt des suites d'un attentat commis par des résistants tchèques parachutés de Londres dans le cadre de l'opération Anthropoid. Lors de l'enquête, la Gestapo découvre la lettre de Fiala décrivant son héroïsme supposé et, en guise de représailles, les nazis décident de détruire le village de Lidice. Tous les hommes sont fusillés sur place, les enfants et les femmes déportés dans des camps de concentration et d'extermination et le village incendié.
Personne n'ose dire la vérité à František Sima — devenu le seul homme survivant du village — qui, libéré, ne trouve aucune trace de son village et apprend enfin tout des événements tragiques qui se sont produits à Lidice. Les autorités décidant de reconstruire un nouveau Lidice, il dessine les plans de l'ancien village afin de le reconstruire à l'identique, mais les autorités l'empêchent de parler et l'éloignent même violemment de la cérémonie de présentation des plans.

## Fiche technique
- Réalisation : Petr Nikolaev
- Scénario : Zdeněk Mahler, d'après son livre Nokturno (Nocturne)
- Producteur : Adam Dvorák
- Image : Antonio Riestra
- Montage : Adam Dvorák
- Costumes : Simona Rybáková
- Durée : 126 minutes
- Date de sortie : 2 juin 2011 (en République tchèque)[5]

## Distribution
- Karel Roden : František Šíma
- Zuzana Fialová : Marie Vaňková
- Zuzana Bydžovská : Simova
- Roman Luknár : Vlček
- Ondřej Novák : Karel Šíma
- Veronika Kubařová : Anicka
- Norbert Lichy : le maire de Lidice
- Jan Budar : Petiška
- Václav Jiracek : le jeune Horák

## Production
- Le film a d'abord été dirigé par Alice Nellis (en), mais après qu'elle a contracté la maladie de Lyme (la borréliose), Petr Nikolaev a continué la réalisation[5].
- Le budget du film fut d'environ Kč 65 à 70 000 000 (environ 4 millions US $).
- Le tournage, commencé le 26 juillet 2010 à la prison de Mladá Boleslav en présence du prince Karel Schwarzenberg, a duré 49 jours.
- Les autres lieux de tournage sont :
  - Nové Strašecí ;
  - une école secondaire à Kladno ;
  - Roudnice nad Labem ;
  - Prague et son château ;
  - Les scènes dépeignant Lidice ont été prises au village de Chcebuz (cs), près de Štětí.
- Les premières affiches promotionnelles sont apparues au festival du film de Karlovy Vary, le 8 juillet 2010.

## František Saidl, le seul homme survivant de Lidice
Le 19 décembre 1938, à la suite d'un différend familial, František Saidl (cs) tue accidentellement son fils d'un coup de couteau en plein cœur. Quatre jours après le début de l'occupation de la Bohême et de la Moravie par l'armée allemande, Saidl est condamné à quatre ans de prison. Plusieurs semaines avant la destruction de Lidice et le massacre de ses habitants, František Saidl, après avoir purgé les deux tiers de sa peine, sollicite sa libération anticipée pour bonne conduite auprès d'Emil Hácha, l'éphémère président de la Tchécoslovaquie, mais il se voit refuser la libération, qui, paradoxalement, lui sauvera la vie. Le 23 décembre 1942, Saidl est libéré au terme de sa peine et se rend à Lidice, où il est arrive dans la soirée et se rend compte du désastre. Selon des témoins il a passé Noël sur l'emplacement de son ancienne maison.
Ses deux fils ont été fusillés, sa femme a survécu de son internement au camp de concentration de Ravensbrück. Sa fille étudiait à Prague et n'a donc pas été inquiétée par les Allemands.
František Saidl s'est établi aux environs de son ancien village où il a vécu avec une nouvelle compagne. Il n'a plus jamais revu sa fille. Sur la fin de sa vie et sa mort circulent plusieurs hypothèses.

## Autres films
D'autres films ont été inspirés par l'opération Anthropoid et la destruction de Lidice :
- Les bourreaux meurent aussi de Fritz Lang, 1943 ;
- Hitler's Madman de Douglas Sirk, 1943 ;
- Commando à Prague (Atentát), un film tchécoslovaque de Jiří Sequens, 1964 ;
- Sept hommes à l'aube (Operation Daybreak) de Lewis Gilbert, 1975 ;
- Opération Anthropoïde : éliminer le SS Heydrich, un documentaire de Jarmila Buzkova, 2013.